# Balanus spongicola
Balanus spongicola är en kräftdjursart som beskrevs av Brown 1827. Balanus spongicola ingår i släktet Balanus och familjen havstulpaner. Inga underarter finns listade i Catalogue of Life.